# مدرسة نيويورك للصم
مدرسة نيويورك للصم (بالإنجليزية: New York School for the Deaf) هي مدرسة خاصة للصم تقع في غرينبرغ بولاية نيويورك، ضمن مقاطعة ويستشستر شمال مدينة نيويورك، الولايات المتحدة. تُعد منظمة غير ربحية ومعفاة من الضرائب وفقًا للمادة 501(c)(3) من القانون الأمريكي.

## التاريخ

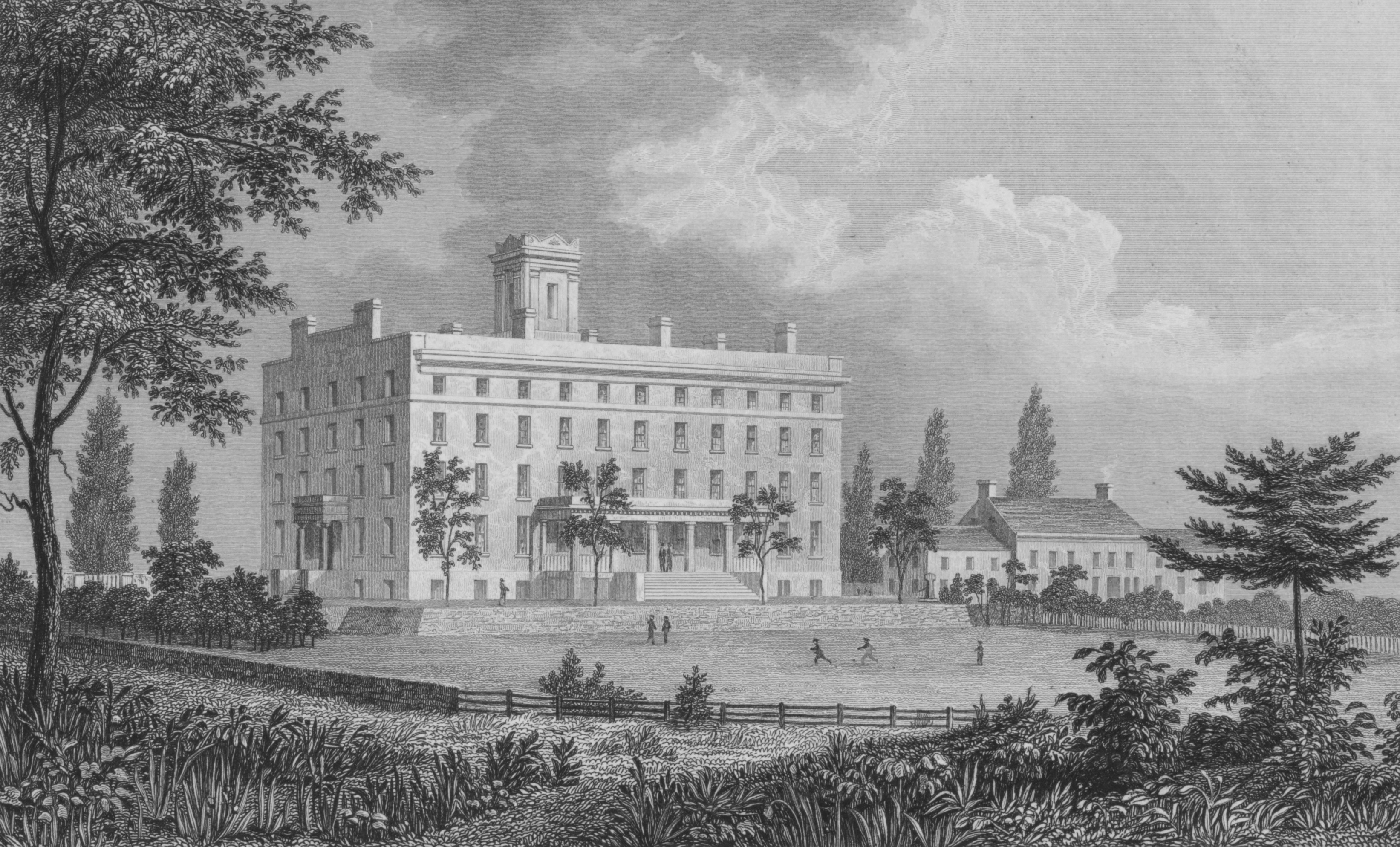
مبنى مؤسسة نيويورك لتعليم الصم والبكم، 1835

بدأت المدرسة عام 1808 عندما قام القس جون ستانفورد بجمع مجموعة صغيرة من الأطفال الصم في مدينة نيويورك لتعليمهم الأبجدية ومهارات اللغة الأساسية. وفي عام 1817، تم منح المدرسة ميثاقًا رسميًا باسم مؤسسة نيويورك لتعليم الصم والبكم، وبدأت دروسها الأولى في عام 1818 في مدينة نيويورك، مما يجعلها ثاني أقدم مدرسة دائمة للصم في الولايات المتحدة بعد المدرسة الأمريكية للصم. وكان هوراس كروفورد، أول طالب أصم من أصول أفريقية يتلقى التعليم في الولايات المتحدة، قد التحق بالمدرسة عام 1818.
في عام 1829، انتقلت المدرسة إلى شمال المدينة عند تقاطع شارع 49 مع شارع ماديسون. وفي عام 1856، تم بيع هذا الموقع إلى كلية كولومبيا (التي أصبحت لاحقًا جامعة كولومبيا)، ليصبح جزءًا من حرم ماديسون أفينيو للجامعة.
في عام 1892، أصبحت المدرسة أول مؤسسة تعليمية في الولايات المتحدة تُدرج منهجًا عسكريًا، حيث كانت التدريبات العسكرية جزءًا يوميًا من البرنامج لأكثر من خمسين عامًا.
في عام 1933، تغير اسم المدرسة إلى مدرسة نيويورك للصم، ثم انتقلت إلى موقعها الحالي في غرينبرغ عام 1938، حيث ما تزال قائمة حتى اليوم. وفي عام 1952، ألغت المدرسة المنهج العسكري وبدأت في قبول الفتيات من جديد، ومنذ ذلك الحين تطورت لتشمل خدمات تعليمية للأطفال الصم وضعاف السمع، بما في ذلك الصفوف التمهيدية (الروضة).